# Panayótis Vlachodímos
Pour les articles homonymes, voir Vlachodimos.
Panayótis Vlachodímos (en grec : Παναγιώτης Βλαχοδήμος), né le 12 octobre 1991 à Stuttgart, est un footballeur germano-grec. Son frère, Odisseas Vlachodimos, est également footballeur professionnel.

## Biographie
Natif de Stuttgart, Vlachodímos commence à jouer au football au sein du club du VfL Stuttgart-Wangen. En 2001, il intègre le centre de formation du VfB Stuttgart et va jouer dans les multiples équipes de jeunes du club, faisant son entrée chez les moins de 17 ans en 2006 et passant chez les moins de 19 ans en 2008.
En 2010, il intègre l'équipe bis du VfB et va jouer huit matchs en troisième division allemande. Laissé libre après la saison 2010-2011, il décide de signer en Grèce, pays de ses origines, et plus particulièrement au Skoda Xanthi. Pour sa première année comme professionnel, il impressionne et décroche le titre de meilleur espoir de la saison 2011-2012. 
Il suscite l’intérêt de l'Olympiakos, signant un contrat de cinq ans avec le club du port d'Athènes. Après une première saison où il a l'occasion d'évoluer surtout comme remplaçant, il est prêté au FC Augsbourg où il ne joue qu'un petit match. Revenant de sa période de prêt au moment du mercato hivernal, il est de nouveau prêté mais cette fois-ci au Platanias FC pour terminer l'exercice 2013-2014. 
Juste avant la clôture du mercato estival, le 1er septembre 2014, il est loué à l'Ergotelis mais il doit se contenter, pendant la grande majorité de son séjour, du banc des remplaçants. Sa période de prêt s'achevant, il revient à l'Olympiakos. Dans les dernières heures du mercato hivernal, le 2 février 2015, le Nîmes Olympique, pensionnaire de Ligue 2, annonce le prêt du jeune attaquant jusqu'à la fin de la saison. Le 14 février 2015, il joue son premier match en France avec la réserve nîmoise contre le FB Île-Rousse en CFA 2. Il inscrit deux buts en première mi-temps et contribue à la victoire de l'équipe 3-2,. Une semaine après, l'espoir grec fait ses débuts en Ligue 2, le 23 février 2015 face au Football Club Sochaux-Montbéliard, remplaçant Mathieu Robail en deuxième mi-temps. Il inscrit son premier but, le 3 avril 2015, lors d'une défaite 3-1 sur le terrain de l'AJ Auxerre.

## Palmarès

### En équipe
- Champion de Grèce en 2013 avec l'Olympiakos.
- Vainqueur de la Coupe de Grèce en 2013 avec l'Olympiakos

### Individuel
- Désigné meilleur espoir de la saison 2011-2012 du championnat de Grèce avec le Skoda Xanthi.